# Garrett Hardin
Garrett James Hardin (Dallas, 21 aprile 1915 – Santa Barbara, 14 settembre 2003) è stato un ecologo statunitense, critico sulla questione della sovrappopolazione mondiale in particolare dei paesi poveri, noto soprattutto per il suo saggio del 1968 sulla tragedia dei beni comuni.